# Novi Miljanovci (Tešanj)
Pour les articles homonymes, voir Novi Miljanovci.
Novi Miljanovci (en cyrillique : Нови Миљановци) est une localité de Bosnie-Herzégovine. Elle est située dans la municipalité de Tešanj, dans le canton de Zenica-Doboj et dans la fédération de Bosnie-et-Herzégovine. Selon les premiers résultats du recensement bosnien de 2013, elle compte 2 073 habitants.
Avant 1991, la localité était rattachée à Miljanovci ; depuis 1991, elle est recensée comme une entité administrative à part entière. Avant la guerre de Bosnie-Herzégovine, elle faisait entièrement partie de la municipalité de Tešanj ; après la guerre, son territoire a été partiellement rattaché à la municipalité d'Usora nouvellement créée.

## Démographie

### Évolution historique de la population dans la localité
| 1948 | 1953 | 1961 | 1971 | 1981 | 1991  | 2013  |
| ---- | ---- | ---- | ---- | ---- | ----- | ----- |
| -    | -    | -    | -    | -    | 1 654 | 2 073 |

|  |

### Communauté locale
En 1991, la communauté locale de Novi Miljanovci comptait 2 714 habitants, répartis de la manière suivante :